# Ismael Yacouba
Ismael Yacouba Garba (27 de abril de 1993) es un deportista nigerino que compite en taekwondo. Ganó una medalla en los Juegos Panafricanos de 2019, y dos medallas en el Campeonato Africano de Taekwondo en los años 2018 y 2021.

## Palmarés internacional
| Juegos Panafricanos | Juegos Panafricanos | Juegos Panafricanos | Juegos Panafricanos |
| Año                 | Lugar               | Medalla             | Categoría           |
| ------------------- | ------------------- | ------------------- | ------------------- |
| 2019                | Rabat (Marruecos)   | Medalla de oro      | –68 kg              |
| Campeonato Africano |                     |                     |                     |
| Año                 | Lugar               | Medalla             | Categoría           |
| 2018                | Agadir (Marruecos)  | Medalla de plata    | –68 kg              |
| 2021                | Dakar (Senegal)     | Medalla de bronce   | –68 kg              |